# Simon Hanselmann
Simon Hanselmann (Launceston, Tasmània, 1981) és un autor de còmic underground. És el creador de la sèrie Megg, Mogg and Owl i ha estat traduït a nombrosos idiomes. Les seues obres estan publicades per l'editorial Fantagraphics (versió original en anglès), per Fulgencio Pimentel (en castellà), per Misma éditions (en francès) i per Avant Verlag (en alemany).
En agost de 2013, Simon Hanselmann va ser nominat a un Premi Ignatz pel seu còmic St.Owl's Bay. El juny de 2019 va publicar Bad Gateway (El mal camino, Fulgencio Pimentel).

## Multimèdia
- L'editor de Fulgencio Pimentel parla a la Llibreria Futurama de València sobre la gira que realitzà a l'Estat espanyol a principis de 2015.
- Hanselmann parla sobre l'evolució dels personatges de la sèrie Megg, Mogg and Owl.

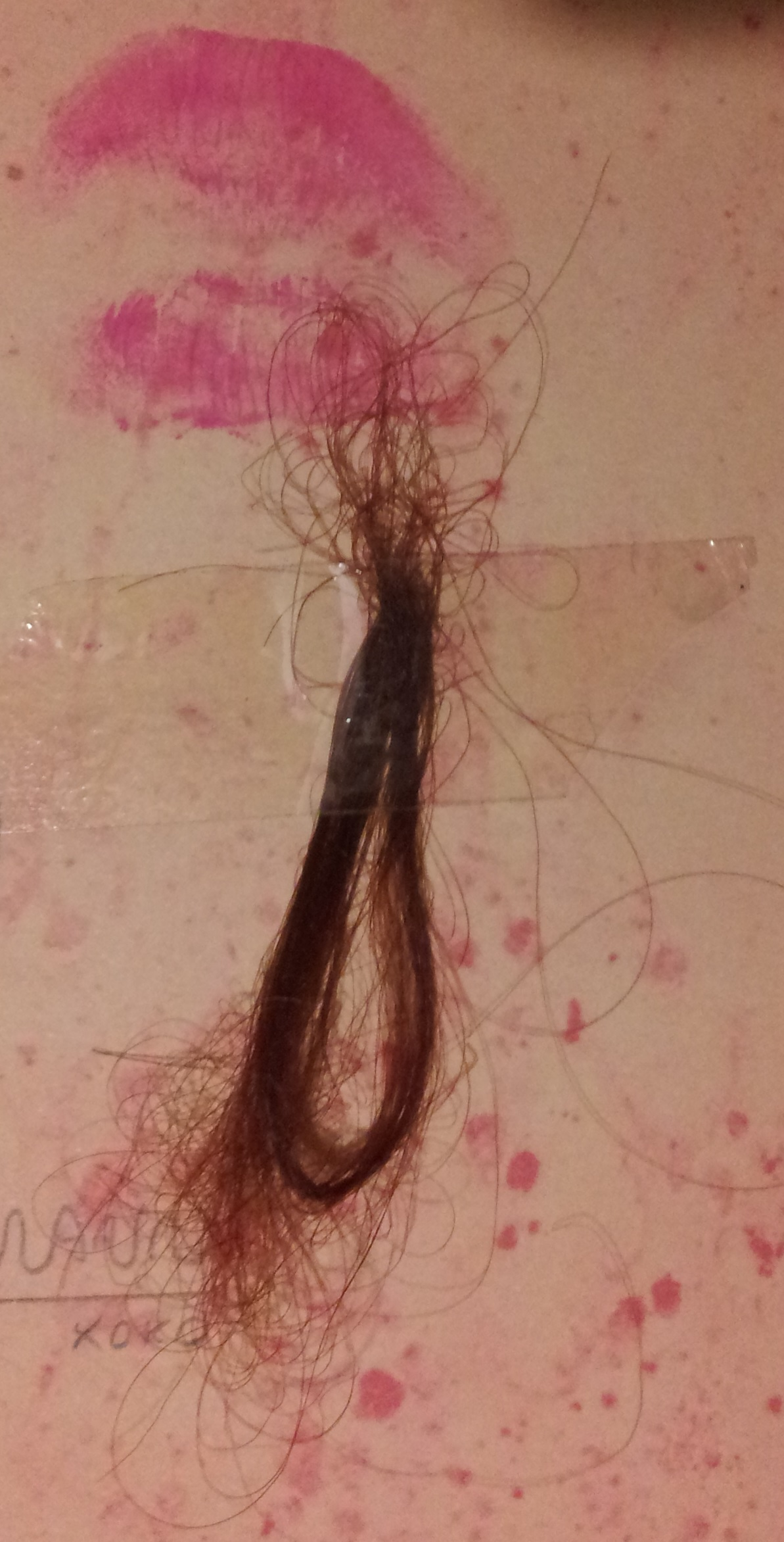
Cabell i bes amb què Hanselmann signa els seus llibres.